# Affonso da Silva
Affonso da Silva, född 24 juli 1934, död 14 september 2007, var en friidrottare från Brasilien. Han deltog vid olympiska sommarspelen 1960.